# Filip II. Francoski
Filip II. Avgust (francosko Philippe Auguste), francoski kralj iz dinastije Capet, ki je vladal od leta 1180 do svoje smrti, * 21. avgust 1165, Gonesse, Val-d'Oise, Francija, † 14. julij 1223, Mantes, Francija.
Filip je bil sin Ludvika VII. in njegove tretje žene Adele Šampanjske, ki je po materi Matildi izvirala iz rodu koroških Spanheimov. Ob rojstvu je dobil ime Dieudonné – od Boga poslan – ker je bil Ludvikov prvi (in edini) sin. Bil je eden najuspešnejših francoskih vladarjev v srednjem veku, ki je razširil tako ozemlje kot politični vpliv francoske monarhije. Razbil je veliko anžuvinsko cesarstvo, ki se je raztezalo od Pirenejev do Irske in leta 1214 v bitki pri Bouvinesu porazil veliko koalicijo, ki so jo sestavljale Nemčija, Flandrija in Anglija. Reorganiziral je državno upravo, dosegel finančno stabilnost in s tem omogočil hitro gospodarsko rast. Obrzdal je oblast plemstva in del oblasti prenesel na srednji družbeni razred, zato je med svojimi podložniki veljal za dobrega kralja.

## Zgodnja leta
Filip II. je dobil francosko krono od svojega bolehnega očeta Ludvika VII. 1. novembra 1179 v katedrali v Reimsu. 28. aprila 1180 se je poročil z Izabelo Hainautsko, ki mu je kot doto prinesla grofijo Artois. 

## Utrjevajanje državnih meja
Med vladanjem Filipa I. in Ludvika VI. se je ozemlje kraljestva močno povečalo, med vladanjem Ludvika VII. pa se je nekoliko zmanjšalo. Aprila 1182 je Filip izgnal Jude in zaplenil njihovo premoženje. 5. septembra 1187 se mu je rodil prvi sin Ludvik, ki je leta 1190 po smrti svoje matere nasledil Artois.

### Vojne z vazali
Leta 1181 je Filip začel vojno s flandrijskim grofom Filipom Alzaškim in preprečil njegov poskus, da bi razdrl francosko zaveznišrvo s Henrikom I. Brabantskim in kölnskim škofom  Filipom Heinberškim. Julija 1185 je  z mirovno pogodbo v Bovesu potrdil svojo kraljevo oblast v Vermandoisu, Artiosu in Amiénoisu. 
Leta 1184 je Štefan I. Sancerrski s svojimi bramansonskimi najemniki opustošil Orléanais. Filip ga je s pomočjo Confrères de la Paix napadel in porazil.

### Vojna s Henrikom II.
Filip se je vojskoval  tudi s Henrikom II. Angleškim, ki je bil med drugim grof Anjouja in Akvitanije. Po dveh letih spopadov (1186–1188) se stanje ni prav nič spremenilo. Filip se je na začetku vojne povezal s Henrikovima mladima sinovoma Rihardom in Ivanom, ki sta se uprla svojemu očetu. Ko je leta 1187 Saladin osvojil Jeruzalem, zatem pa je umrl še kralj Henrik, je zanimanje za francosko-angleško vojno pojenjalo. 
Filip je bil dober prijatelj vseh Henrikovih sinov in jih je spodbujal k uporu proti očetu, ko pa sta Rihard in Ivan postala kandida za angleški prestol, je prijateljeval samo še s Henrikom Mlajšim in Godfrejem Bretanskim. Prijateljstvo je trajalo vse do njune smrti.

### Vojna z Ivanom Brez dežele
Maja 1200 je Filip v Le Gouletu podpisal mirovno pogodbo z Rihardovim naslednikom Ivanom Agleškim, ki je zaradi izgube skoraj vseh fracoskih ozemelj dobil nadimek Brez dežele, a je bil takrat še vedno vojvoda Normandije. Cilj pogodbe je bila vzpostavitev miru v  Normandiji, določitev meja močno okrnjene vojvodine in Ivanovega  vazalstva v Normandiji in provincah Anjou, Maine in Touraine. Ivan se je strinjal s trdimi pogoji pogodbe, ker ga je Filip v zameno priznal za kralja. Do takrat je namreč za kralja in suverena vojvodine Bretanije priznaval in podpiral Arturja I. Bretanskega. Pogodbo so potrdili s poroko Ivanove nečakinje Blanke Kastiljske s Filipovim sinom Ludvikom Lionskim.
Mirovna pogodba in poroka vojne nista ustavili. Leta 1202 so nezadovoljni plemiči od francoskega kralja zahtevali, naj pozove Ivana pred sodišče, na katerem bo odgovarjal na njihove obtožbe. Agleški kralj je poziv zavrnil, zato mu je Filip odvzel vsa francoska ozemlja. V naslednjih dveh letih je izgubil večino Normandije, Anjou in Akvitanijo. Bouvinska vojna je trajala še naslednjih deset let in se končala s Filipovo zmago v bitki pri Bouvinu leta 1214, v kateri je premagal združene sile cesarja Otona IV. in flandrijskega grofa Ferdinanda. Bitka je bila ključnega pomena za urejanje zahodnoevropske  politike tako v Franciji kot v Angliji.
Vojna je tako oslabila kralja Ivana Angleškega, da se je moral ukloniti zahtevam angleškega plemstva in leta 1215 podpisati Veliko listino svoboščin. Listina je velevala, da se mora kralj odreči nekaterim pravicam, spoštovati določene pravne postopke in se strinjati, da njegovo voljo lahko omejuje zakon. Bila je prvi korak v dolgotrajnem zgodovinskem procesu, ki je pripeljal do vladavine zakona. 

## Tretja križarska vojna
Filip je odšel na tretji križarski pohod (1189–1192) skupaj z Rihardom I. Angleškim in cesarjem Svetega Rimskega cesarstva Friderikom I. Barbarosso. Njegova vojska je odšla na pot iz Vézelaya 1. julija 1190. Na začetku so Francozi in Angleži potovali skupaj, v Lyonu pa sta se vojski razšli: Rihard se je odločil za potovanje po morju, Filip pa za pot preko Alp do Genove. Vojski sta se ponovno združili v Messini, kjer sta prezimili. Francozi so iz Messine odpluli 30. marca 1191 in 20. maja pripluli v Sveto deželo. Po pristanku so odšli pred Akon, ki ga je že oblegala manjša križarska vojska in začeli graditi težke oblegovalne naprave. 8. junija so pred Akon prišli še Angleži. 
Po prihodu Angležev se je zgodilo nekaj nepredvidljivih dogodkov: Filip je resno zbolel za dizenterijo, ki je močno ohladila njegovo križarsko gorečnost, zaradi Rihardove oholosti po osvojitvi mesta so se zelo zaostrili odnosi med kraljema, v Franciji pa je umrl Filip Alzaški, ki je posedoval grofijo Vermandois. Njegova smrt je ogrozila mirovno pogodbo iz Gisorsa, s katero je hotel Filip blokirati močno bloiško-šampanjsko zvezo. Filip se je zato odločil, da se vrne domov in uredi nasledstvo Fladnrije. Njegovo odločitev je podkrepila tudi možnost, da v Rihardovi odsotnosti napade njegove posesti v severni Franciji. Filipov odhod Rihardu ni bil pogodu in je zaradi tega izjavil: "Sramotno in nečastno je oditi, preden dokončaš delo, zaradi katerega si prišel. Če pa (Filip) meni, da je slabega zdravja ali se boji, da bo tukaj umrl, naj pač gre."
31. julija 1191 je Filip odšel. Za seboj je pustil 10.000 mož pod poveljstvom  burgundijskega vojvode Huga III. in 5.000 srebrnih mark za njihove plače. Filip in njegov nečak Peter Courtenayski sta odplula v Genovo in od tam odšla po kopnem v Francijo. 

## Zakonske težave
Po Izabelini smrti pri porodu leta 1190, se je Filip 15. avgusta 1193 poročil z Ingeborg, hčerko danskega kralja Valdemarja I. Nevesta se je preimenovala v Isambour, Štefan Dorniški pa jo je opisal kot "zelo ljubeznivo damo, mlado po letih in staro po modrosti". Ingeborg je Filipa zaradi nekega neznanega vzroka zavrnila, zato Filip ni dovolil njenega kronanja za francosko kraljico. Ingeborg je temu ugovarjala in zato končala v samostanu, Filip pa je papeža Celestina III. zaprosil za razveljavitev zakona na osnovi nekonzumacije. Filip pri tem ni računal na Ingeborg, ki je vztrajala, da je bil zakon konzumiran in da ima kot zakonska žena vse pravice do francoske krone. Pri tem ji je pomagal fracosko-danski duhovnik, ki je narisal celotno rodoslovje danskih kraljev in ovrgel trditev, da sta v krvnem sorodstvu. 
Filip je medtem iskal novo nevesto. Najprej se je nameraval poročiti z Margerito Ženevsko, hčerko ženevskega grofa Viljema I.. Račune mu je zmešal Tomaž Savojski, ki je mlado nevesto na poti v Pariz ugrabil in se z njo poročil. 
Filip se je tretjič poročil 7. maja 1196 z Agnezo Maranijsko iz Dalmacije, s katero je imel dva otroka:
- Marijo (1198–1224)
- Filipa Hurepela (1200–1234), grofa Clermonta in kasneje (s poroko) grofa Boulogne.

Papež Inocenc III. je poroko z Agnezo Meranijsko razveljavil, ker je bil še vedno uradno poročen z Ingeborg in kralju ukazal, naj se loči. Kralj na to ni pristal, zato je papež leta 1199 nad Francijo izrekel interdikt, ki je trajal do 7. septembra 1200. Filip je pod papeževi pritiskom in pritiskom kralja Valdemarja II. Danskega popustil in leta 1213 Ingeborg razglasil za francosko kraljico. 

## Zadnja leta
Papeževa prošnja, naj ukrepa proti heretikom v Languedocu, je pri Filipu naletela na gluha ušesa. Papeževega poziva na križarski pohod proti albižanom in katarom leta 1208 Filip ni podprl, vendar ga ni tudi ni oviral. Vojna proti katarom je trajala vse do leta 1244, ko so padle njihove zadnje utrdbe. Ozemlje heretikov v južni Franciji je po vojni pripadlo francoski kroni.
Od leta 1216 do 1222 je bil Filip arbiter v nasledstveni vojni v Šampanji in na koncu podprl burgundijskega grofa Eudesa III. in cesarja Svetega Rimskega cesarstva Friderika II., da se je vojna končala. 
Filip II. je bil pomemben kralj, ki je igral veliko vlogo v času največjih inovacij v gradbeništvu in šolstvu v srednjem veku. Najbolj  korenite spremembe so se zgodile v njegovi prestolnci Parizu, kjer so zgradili široke ceste,  glavno tržnico Les Halles, nadaljevali z gradnjo mogočne gotske katedrale Notre-Dame de Paris, ki so jo začeli graditi leta 1163, zgradili Louvre in leta 1200 utrli pot pariški univerzi. Pod Filipovim vodstvom je Pariz postal prvo znano srednjeveško mesto učenosti. Zanimivo je, da je leta 1224 organiziral celo veliko preskušanje vin, na katerem je bilo preko sedemdeset vrst vin iz cele Evrope. Pesnik Henrik d'Angeli je o tem napisal pesnitev z naslovom Bitka vin (La Bataille des Vins). 
14. julija 1223 je Filip v Mantesu umrl. Pokopali so ga v baziliki Saint-Denis. Nasledil ga je sin Ludvik VIII.